# Głogowiec (szczyt)
Głogowiec (niem. Galgenberg, 535 m n.p.m.) – szczyt w północnej części Grzbietu Wschodniego Gór Kaczawskich, leżący na północny wschód od Przełęczy Mysłowskiej.
Zbudowany jest ze staropaleozoicznych skał metamorficznych pochodzenia osadowego – fyllitów, łupków serycytowych, łupków albitowo-serycytowych, tzw. łupki radzimowickie.
Wierzchołek jest odsłonięty i zajęty przez pola uprawne, natomiast zbocza północne i wschodnie porastają lasy mieszane, miejscami świerkowe z domieszką buka oraz liściaste – bukowe. Obejmuje je Rezerwat przyrody Buki Sudeckie.
Na południe od Głogowca, przez Przełęcz Mysłowską przechodzi szosa Wrocław – Jelenia Góra.